# أنتوني مورغان
أنتوني مورغان (بالإنجليزية: Anthony Morgan)‏ هو لاعب كرة قدم أمريكية أمريكي، ولد في 15 نوفمبر 1967 في كليفلاند في الولايات المتحدة.

## وصلات خارجية
- أنتوني مورغان على موقع مرجع كرة القدم المحترفة.كوم (الإنجليزية)